# Миранда, Эркулес де
Эркулес де Миранда (порт.-браз. Hércules de Miranda; 2 июля 1912, Гуашупе — 3 сентября 1982, Рио-де-Жанейро) — бразильский футболист, левый нападающий. Выступал за сборную Бразилии.

## Карьера
Эркулес начал свою карьеру в клубе «Жувентус» в 1928 году в возрасте 15-ти лет, по другим данным в 1930 году. В 1935 году он перешёл в «Сан-Паулу», но в тот же год клуб распался. Эркулес остался без работы, из-за чего вместе с Аракеном Патуской и Артуром Фриденрайхом был вынужден играть за любительскую команду «Индепенденте».
В 1935 году Эркулес перешёл в стан «Флуминенсе». В команде Эркулес дебютировал 12 июня 1935 года в матче с клубом «Португеза Деспортос» (3:1). 14 июля того же года он забил первый мяч за клуб, поразив ворота «Америки» (3:1). На следующий год форвард стал лучшим бомбардиром чемпионата Рио-де-Жанейро и помог выиграть турнир. Потом он выиграл ещё четыре титула победителя чемпионата. Всего за клуб Эркулес провёл 176 матчей (112 побед, 26 ничьих и 35 поражений) и забил 165 голов, по другим данным — 164 гола. При этом четырежды он был лучшим бомбардиром команды в сезоне: 23 гола в 1936, 23 в 1937, 10 в 1938 и 12 в 1940 году. 12 апреля 1942 года футболист сыграл последнюю встречу за «Флуминенсе», в которой команда обыграла «Бангу» (4:3). Причиной ухода стала проигранная конкуренция со стороны молодого форварда Каррейро.
В 1942 году Эркулес перешёл в «Коринтианс», где дебютировал 16 мая во встрече с «Коритибой» (3:0). В том же году он выиграл с клубом Кубок города Сан-Паулу. Эркулес играл за «Тимао» до 1945 года, проведя 78 матчей и забив 65 голов, по другим данным 73 матча и 53 гола. Последний матч за клуб нападающий провёл 13 октября 1945 года в котором его команда проиграла «Палмейрасу» со счётом 1:3.
За сборную Бразилии Эркулес провёл 6 матчей, забил 3 мяча. Участвовал в чемпионате мира 1938 года, где провёл два матча с Чехословакией и Польшей.
После завершения игровой карьеры, Эркулес возвратился в Рио-де-Жанейро, где работал риелтором.

## Международная статистика
| Матчи Эркулеса за сборную Бразилии | Матчи Эркулеса за сборную Бразилии | Матчи Эркулеса за сборную Бразилии | Матчи Эркулеса за сборную Бразилии | Матчи Эркулеса за сборную Бразилии | Матчи Эркулеса за сборную Бразилии | Матчи Эркулеса за сборную Бразилии |
| ---------------------------------- | ---------------------------------- | ---------------------------------- | ---------------------------------- | ---------------------------------- | ---------------------------------- | ---------------------------------- |
| №                                  | Дата                               | Место проведения                   | Оппонент                           | Счёт                               | Голы                               | Турнир                             |
| 1                                  | 5 июня 1938                        | Страсбург                          | Польша                             | 6:5                                | —                                  | Чемпионат мира                     |
| 2                                  | 12 июня 1938                       | Бордо                              | Чехословакия                       | 1:1                                | —                                  | Чемпионат мира                     |
| 3                                  | 15 января 1939                     | Рио-де-Жанейро                     | Аргентина                          | 1:5                                | —                                  | Кубок Рока                         |
| 4                                  | 10 марта 1940                      | Буэнос-Айрес                       | Аргентина                          | 3:2                                | 2                                  | Кубок Рока                         |
| 5                                  | 24 марта 1940                      | Рио-де-Жанейро                     | Уругвай                            | 3:4                                | 1                                  | Кубок Рио-Бранко                   |
| 6                                  | 31 марта 1940                      | Рио-де-Жанейро                     | Уругвай                            | 1:1                                | —                                  | Кубок Рио-Бранко                   |

## Достижения

### Командные
- Чемпион штата Рио-де-Жанейро: 1936, 1937, 1938, 1940, 1941
- Победитель турнира Начала чемпионата Рио-де-Жанейро: 1940, 1941
- Обладатель Кубка города Сан-Паулу: 1942

### Личные
- Лучший бомбардир чемпионата штата Рио-де-Жанейро: 1936 (23 гола)

## Личная жизнь
Во время выступлений в составе «Флуминенсе» Эркулес женился. Его супругой стала белокожая сотрудница клуба. Это вызвало недовольство среди руководителей команды, впоследствии запретившего подобные социальные связи среди сотрудников клуба. Про футболиста было сказано: «Эркулес должен знать свое место — место рабочего, место мулата, место креола».